# Elena Trapé
Elena Trapé (Barcelona, 1976) és una directora de cinema i guionista catalana.

## Trajectòria
Es va llicenciar en Història de l'Art per la Universitat Autònoma de Barcelona, va fer un màster en Gestió Cultural en el 2000 i es va graduar a l'Escola Superior de Cinema i Audiovisuals de Catalunya (ESCAC) el 2004 en l'especialitat de Direcció. Professionalment, compagina la seva activitat docent a l'ESCAC, amb la realització publicitària en la productora Tesaurus.
No quiero la noche (No vull la nit) va ser el seu projecte de graduació i el seu primer curtmetratge en 35 mm. Pijamas és el seu segon curtmetratge en 35 mm. A l'estiu de 2008 va rodar La ruïna, el seu primer telefilm, estrenat en 2009 i nominada a millor pel·lícula per a televisió en els premis Gaudí 2010. En 2010 va acabar Blog, la seva òpera primera, escrita i rodada gràcies al projecte Òpera primera de l'ESCAC i acolliment en el festival de Sant Sebastià.
En 2015 va estrenar el documental Palabras, mapas, secretos y otras cosas, un retrat de la cineasta Isabel Coixet. En 2017 va rodar a Berlín Les distàncies protagonitzada per Alexandra Jiménez i Miki Esparbé produïda per Marta Ramírez amb Coming Soon Films, Miss Wasabi (Isabel Coixet) com a productora associada, Radiotelevisión Española i Corporació Catalana de Mitjans Audiovisuals.
La pel·lícula es va imposar com a guanyadora absoluta del Festival de Cinema de Màlaga en la seva edició celebrada l'abril de 2018 en conquistar tant la Bisnaga d'Or a la millor pel·lícula espanyola com la Bisnaga de Plata a la millor direcció.

## Filmografia
- No quiero la noche (2006) (curt)
- Pijamas (2008) (curt)
- La ruïna (2009) (telefilm)
- Blog (2010) (llargmetratge)
- Palabras, mapas, secretos y otras cosas (2015) (documental)
- Les distàncies (2018) (llargmetratge)
- Els encantats (2023)

## Premis i reconeixements
- 2010 - Nominació a millor pel·lícula per a televisió en els premis Gaudí 2010 per La ruïna
- 2018 - Biznaga d'Or a la millor pel·lícula espanyola en el Festival de Cinema de Màlaga per Lesistàncies
- 2018 - Biznaga de Plata a la millor direcció en el Festival de Cinema de Màlaga per Les distàncies
- 2023 - Bisnaga de Plata al millor guió en el Festival de Cinema de Màlaga per Els encantats